# Adrián Zamora
Pour les articles homonymes, voir Zamora (homonymie).
Adrian Zamora, né le 28 octobre 1986, à Watsonville, en Californie, est un joueur mexicain de basket-ball. Il évolue au poste d'ailier.